# Frans Aerenhouts
Frans Aerenhouts   (Wilrijk, 4 de juliol de 1937 - Wilrijk, 30 de gener de 2022) va ser un ciclista belga que fou professional entre 1957 i 1967. Era gendre del també ciclista Edward Vissers.
Durant la seva carrera professional aconseguí 24 victòries, destacant dues edicions consecutives de la Gant-Wevelgem, el 1960 i el 1961, i una etapa de la Volta a Espanya 1963.

## Palmarès
- 1957
  - 1r a la Berliner Etappenfahrt
  - Vencedor d'una etapa a la Volta a Limburg amateur
- 1958
  - 1r a Duffel
  - 1r a Hoegaarden
  - 1r a Wavre
  - 1r a Charleroi, amb Rik van Steenbergen
  - Vencedor d'una etapa de l'Omloop van het Westen
  - Vencedor d'una etapa del Tour de l'Oest
- 1959
  - Campió de Bèlgica d'Interclubs, amb Rik van Steenbergen
  - 1r a Hemiksem
  - 1r a Stadsprijs Geraardsbergen
  - 1r a l'Omloop Mandel-Leie-Schelde
  - 1r a Sint-Amands
- 1960
  - 1r a la Gant-Wevelgem
  - 1r al Critèrium de Le Panne
  - 1r a la Kessel-Lier
- 1961
  - Campió de Bèlgica d'Interclubs, amb Rik van Steenbergen
  - 1r a la Gant-Wevelgem
  - 1r a l'Anvers-Wevelgem
  - 1r a Brasschaat
  - 1r a la Kessel-Lier
  - 1r a Bankprijs
  - 1r a Bornem
  - 1r a Willebroek
- 1963
  - Vencedor d'una etapa de la Volta a Espanya
- 1965
  - 1r a Antwerpse pijl
  - 1r al Gran Premi de la vila de Zottegem
- 1966
  - 1r a Lessines
  - 1r de la Volta a Brabant
  - 1r a Sint-Lenaerts
- 1967
  - 1r a Antibes

### Resultats al Tour de França
- 1961. 17è de la classificació general
- 1963. 42è de la classificació general
- 1964. 75è de la classificació general
- 1965. 61è de la classificació general

### Resultats a la Volta a Espanya
- 1963. 12è de la classificació general. Vencedor d'una etapa
- 1964. 31è de la classificació general

### Resultats al Giro d'Itàlia
- 1963. Abandona